# Leo Tover
Leo Tover (New Haven, 6 dicembre 1902 – Los Angeles, 30 dicembre 1964) è stato un direttore della fotografia statunitense.

## Biografia
Leopold Tover iniziò a lavorare nel cinema già a metà degli anni '20, ottenendo buoni successi di pubblico quali Melodie della vita (1932) di Gregory La Cava e L'ottava moglie di Barbablù (1938), diretto da Ernst Lubitsch. Dopo circa 15 anni di carriera, nel 1941 ottenne la prima candidatura all'Oscar per La porta d'oro, film di Mitchell Leisen e nel 1949 fu candidato per la seconda volta con il film L'ereditiera di William Wyler. 
Fra i lavori della seconda parte della sua carriera si ricordano Ultimatum alla Terra (1951) di Robert Wise, Gli implacabili (1955) di Raoul Walsh e Viaggio al centro della Terra (1959), per la regia di Henry Levin. 
Morì nel 1964.

## Filmografia
- L'ultimo porto (God Gave Me Twenty Cents), regia di Herbert Brenon (1926)
- Giovinezza (Fascinating Youth), regia di Sam Wood (1926)
- The Great Gatsby, regia di Herbert Brenon (1926)
- The Telephone Girl, regia di Herbert Brenon (1927)
- Jozelle jazz club (Street Girl), regia di Wesley Ruggles (1929)
- Tanned Legs, regia di Marshall Neilan (1929)
- The Vagabond Lover, regia di Marshall Neilan (1929)
- Un dramma nell'Alaska (The Silver Horde), regia di George Archainbaud (1930)
- The Lady Refuses, regia di George Archainbaud (1931)
- The Royal Bed, regia di Lowell Sherman (1931)
- Non sono un angelo (I'm No Angel), regia di Wesley Ruggles (1933)
- Bolero, regia di Wesley Ruggles (1934)
- Il mistero del varietà (Murder at the Vanities), regia di Mitchell Leisen (1934)
- The Bride Comes Home, regia di Wesley Ruggles (1935)
- La vergine di Salem (Maid of Salem), regia di Frank Lloyd (1937)
- L'ottava moglie di Barbablù (Bluebeard's Eighth Wife), regia di Ernst Lubitsch (1938)
- Tira a campare! (Never Say Die), regia di Elliott Nugent (1939)
- I cavalieri del cielo (I Wanted Wings), regia di Mitchell Leisen (1941)
- La porta d'oro (Hold Back the Dawn), regia di Mitchell Leisen (1941)
- Frutto proibito (The Major and the Minor), regia di Billy Wilder (1942)
- Signorine, non guardate i marinai (Star Spangled Rhythm) di George Marshall e A. Edward Sutherland (1942)
- La donna della spiaggia (The Woman on the Beach), regia di Jean Renoir (1947)
- Solo chi cade può risorgere (Dead Reckoning), regia di John Cromwell (1947)
- La fossa dei serpenti (The Snake Pit), regia di Anatole Litvak (1948)
- L'ereditiera (The Heiress), regia di William Wyler (1949)
- La mia amica Irma (My Friend Irma), regia di George Marshall (1949)
- Nozze infrante (The Secret Fury), regia di Mel Ferrer  (1950)
- Bill sei grande! (When Willie Comes Marching Home), regia di John Ford (1950)
- L'ambiziosa (Payment on Demand), regia di Curtis Bernhardt  (1951)
- Ultimatum alla Terra (The Day the Earth Stood Still), regia di Robert Wise (1951)
- The Pride of St. Louis, regia di Harmon Jones (1952)
- Matrimoni a sorpresa  (We're not Married!), regia di Edmund Goulding (1952)
- Una mano nell'ombra (Man in the Attic), regia di Hugo Fregonese (1953)
- Assassinio premeditato (A Blueprint for Murder), regia di Andrew L. Stone (1953)
- Schiava e signora (The President's Lady), regia di Henry Levin (1953)
- Carovana verso il Sud (Untamed), regia di Henry King (1955)
- L'avventuriero di Hong Kong (Soldier of Fortune), regia di Edward Dmytryk (1955)
- Gli implacabili (The Tall Men), regia di Raoul Walsh (1955)
- I diavoli del Pacifico (Between Heaven and Hell), regia di Richard Fleischer (1956)
- Fratelli rivali (Love Me Tender), regia di Robert D. Webb (1956)
- Il conquistatore (The Conqueror), regia di Dick Powell (1956)
- Femmina ribelle (The Revolt of Mamie Stover), regia di Raoul Walsh (1956)
- Il sole sorgerà ancora (The Sun Also Rises), regia di Henry King (1957)
- Viaggio al centro della Terra (Journey to the Center of the Earth), regia di Henry Levin  (1959)
- Innamorati in blue jeans (Blue Denim), regia di Philip Dunne (1959)
- Lo sceriffo scalzo (Follow That Dream), regia di Gordon Douglas (1962)
- Una domenica a New York (Sunday in New York), regia di Peter Tewksbury (1963)
- L'isola dei delfini blu (Island of the Blue Dolphins), regia di James B. Clark (1964)
- Strani compagni di letto (Strange Bedfellows), regia di Melvin Frank (1965)
- Una ragazza da sedurre (A Very Special Favor), regia di Michael Gordon (1965)